# 乞伏述延
乞伏述延（?—?），為晉朝時隴西部鮮卑首領，承襲叔父乞伏祁埿，在位時間不詳。
乞伏述延的父亲是乞伏利那，乞伏祁埿死后，乞伏述延被叔父乞伏轲埿辅佐成为陇西鲜卑的首领。乞伏述延在苑川大破鲜卑莫侯，部落二万余人投降，乞伏述延从此住在苑川。以乞伏轲埿为师傅，委以国政，斯引乌埿为左辅将军，镇守蔡园川，出连高胡为右辅将军，镇守至便川，叱卢那胡为率义将军，镇守牵屯山。
| 前任： 乞伏祁埿 | 隴西部鮮卑首領 | 繼任： 乞伏傉大寒 |